# Одживул (гмина)
Одживул (пол. Odrzywół) — сельская гмина (волость) в Польше, входит в Пшисухский повет (Мазовецкое воеводство). Население — 4281 человек (на 2004 год).

## Демография
| Перепись                       | Всего   | Всего | Женщины | Женщины | Мужчины | Мужчины |
| ------------------------------ | ------- | ----- | ------- | ------- | ------- | ------- |
| Единицы                        | человек | %     | человек | %       | человек | %       |
| Население                      | 4281    | 100   | 2136    | 49,9    | 2145    | 50,1    |
| Плотность населения (чел./км²) | 45,1    | 45,1  | 22,5    | 22,5    | 22,6    | 22,6    |

## Сельские округа
1. Цетень
2. Домброва
3. Елёнек
4. Каменна-Воля
5. Клонна
6. Колёня-Осса
7. Липины
8. Ленгонице-Мале
9. Мысляковице
10. Мысляковице-Колёня
11. Одживул
12. Осса
13. Ружанна
14. Станиславув
15. Вандзинув
16. Высокин

## Соседние гмины
1. Гмина Джевица
2. Гмина Кльвув
3. Гмина Нове-Място-над-Пилицей
4. Гмина Посвентне
5. Гмина Русинув
6. Гмина Жечица